# دانیل دنت

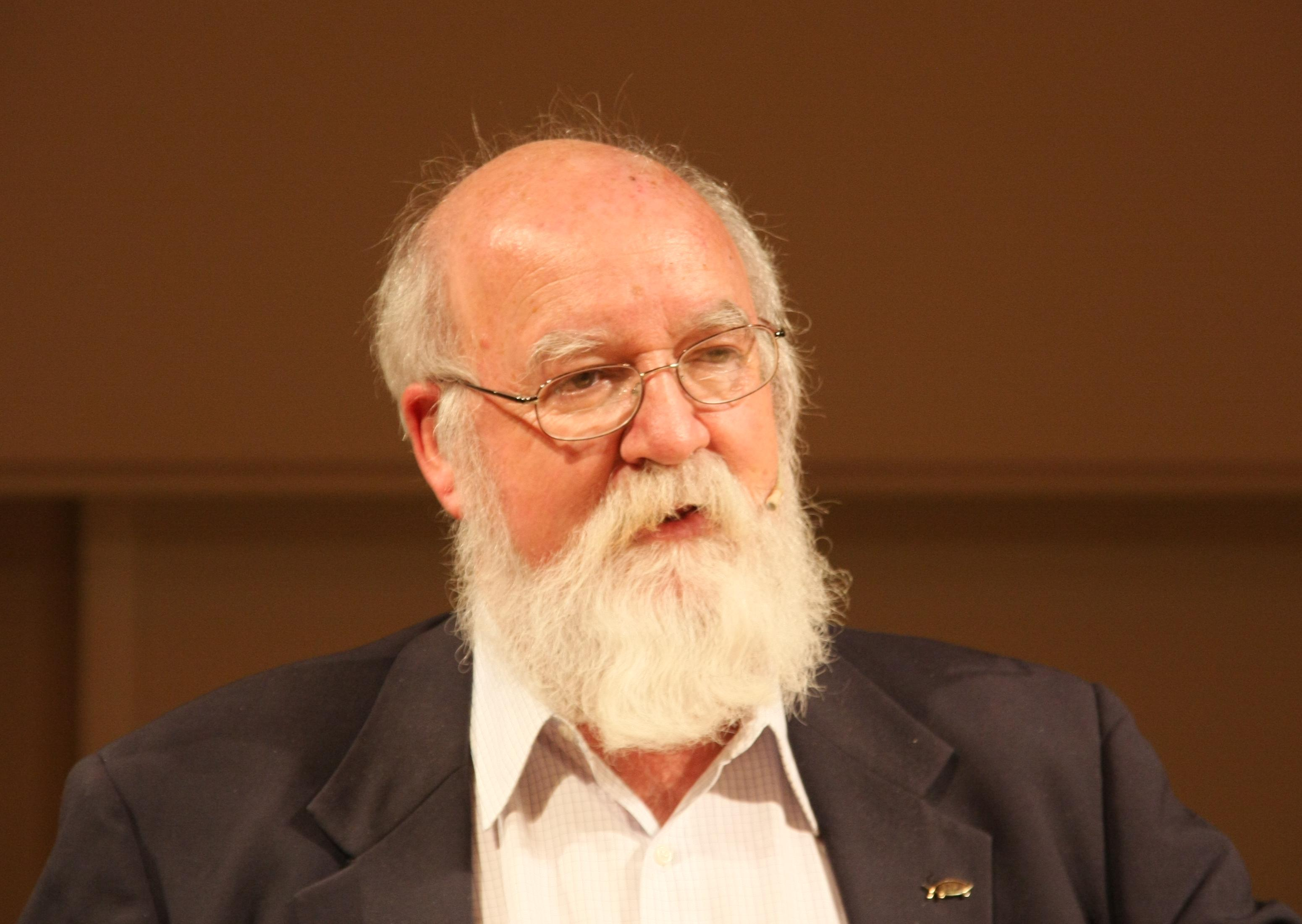
دنیل دنت در سال~> ۲۰۰۸

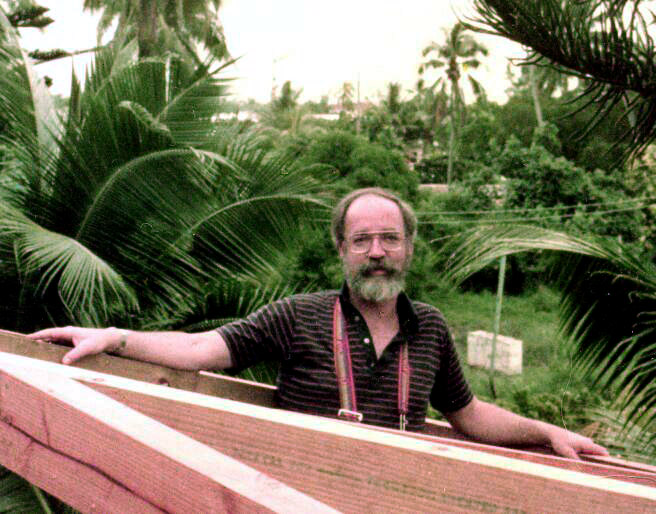

دنیل کلمنت دِنِت (به انگلیسی: Daniel Dennett) (۲۸ مارس ۱۹۴۲ – ۱۹ آوریل ۲۰۲۴) فیلسوف، نویسنده و دانشمند شناخته شده اهل ایالات متحده آمریکا بود. او در زمینه فلسفه ذهن، فلسفه علم و فلسفه زیست‌شناسی، به‌ویژه فرگشت (نظریه تکامل) و علوم شناختی پژوهش می‌کرد. دنت خداناباور بود و از حامیان جنبش روشن‌ها به‌شمار می‌آمد. مهم‌ترین کتابی که دنت نوشت، ایده خطرناک داروین بود.

## زندگی شخصی
دنت بخشی از کودکی خود را در لبنان سپری کرد. پدرش در طول جنگ جهانی دوم مأمور مخفی ضداطلاعات در بیروت بود. در سال ۱۹۴۷ وی پدرش را در یک سانحه مشکوک سقوط هواپیما از دست داد و پس از آن به ماساچوست بازگشت. در سال ۱۹۶۳ او موفق به دریافت مدرک کارشناسی از دانشگاه هاروارد شد.
دنت دکترای خود را از کالج هارتفورد در دانشگاه آکسفورد دریافت کرد. او در آکسفورد شاگرد فیلسوف معروف گیلبرت رایل و در آمریکا شاگرد کواین بود. او اواخر عمرش استاد دانشگاه تافتس شد و در سال ۲۰۰۱ جایزه ژان نیکو به وی اهدا گردید. انجمن انسان‌گرای آمریکایی وی را به عنوان انسان‌گرای سال ۲۰۰۴ معرفی‌کرد.
در اواخر عمرش، دنت همراه با همسرش در نورث اندوور، ماساچوست زندگی میکرد. او یک پسر و یک دختر داشت و در سال ۲۰۰۶ تحت عمل جراحی نه ساعته‌ای به دلیل دیسکسیون آئورت قرارگرفت. او سپس از دانشمندان و پزشکانی که با تلاش خود بهبود وی را ممکن کردند سپاس‌گزاری کرد و همچنین هرگونه توبه و برگشت به خدا در بستر مرگ را تکذیب‌کرد.

## دیدگاه

### دین
او دربارهٔ دین چنین نظری دارد: ما نمی توانیم هیچوقت ادیان را حذف کنیم. شاید به شکل ضعیف شده این دین است که باقی می‌ماند، ولی کماکان خطرناک خواهد بود. مانند سرماخوردگی و ویروس هستند.

### فلسفه ذهن
دنت در چندین مکان (مانند «پرتره» در Brainchildren) گفته‌است که پروژه کلی فلسفی او، از زمانی که در آکسفورد بوده‌است، تا حد زیادی بدون تغییر باقی مانده‌است. او عمدتاً به ارائه یک فلسفه ذهن مبتنی بر تحقیق تجربی اهمیت‌می‌دهد.
او در مقاله اصلی، و محتوا و آگاهی، مسئله توضیح ذهن را برای نیاز به یک نظریه محتوا و برای یک نظریه آگاهی برچیده کرد. رویکرد او به این پروژه همچنان به این تمایز اعتقاد دارد. همان‌طور که محتوا و آگاهی ساختار دو طرفه دارد، او به طرز مشابه، بارش فکری را به دو قسمت تقسیم می‌کند.
او بعداً مقالات متعددی در مورد محتوا در موضع ذهنی را جمع‌آوری کرده و نظرات خود را بر آگاهی به صورت یک نظریه متحد در آگاهی توضیح داده‌است. این حجم‌ها به ترتیب گسترده‌ترین دیدگاه‌های او را تشکیل می‌دهند.
در فصل پنج آگاهی، دنت مدل پیش‌نویس چندگانه آگاهی خود را توصیف می‌کند. او بیان می‌کند که "تمام انواع ادراک، در واقع همه انواع فکر یا فعالیت‌های ذهنی - در مغز به وسیله فرایندهای موازی و چندتایی تفسیر شده و سپس در ورودی‌های حسی به انجام می‌رسند.
اطلاعاتی که وارد سیستم عصبی می‌شوند، تحت بازنگری پیوسته‌است." "(صفحه ۱۱۱). بعدها او ادعا می‌کند: "این عملکرد در طول زمان، چیزی شبیه یک روایت یا دنباله‌ای است که می‌تواند به عنوان مشارکت به‌طور مداوم توسط بسیاری از فرایندهای توزیع شده در اطراف مغز مورد توجه قرار گیرد …" (صفحه ۱۳۵، تأکید در اصل)
در این کار، علاقه دنت به توانایی فرگشت برای توضیح برخی از ویژگی‌های تولید محتوا از آگاهی، آشکار است و از آن زمان به بعد فرگشت به بخشی جدایی‌ناپذیر از برنامه او تبدیل شده‌است. او از نظریه‌ای که به عنوان داروینیسم عصبی شناخته می‌شود دفاع می‌کند.
او همچنین با استدلال، علیه کوآلیا می‌گوید: او استدلال می‌کند که این مفهوم چنان گیج‌کننده است که نمی‌توان به هیچ وجه مورد استفاده قرار گیرد یا به صورت غیرمتضاد آن را درک کرد و به همین دلیل بازنویسی معتبر فیزیک‌گرایی را تشکیل نمی‌دهد. استراتژی او، رویکرد معلم ریل را برای بازبینی پدیده‌های شخص اول در شرایط شخص ثالث و انزوای مفاهیمی که این رویکرد با آن‌ها مبارزه می‌کند را منعکس می‌کند.
دنت خود را با چند اصطلاح شناسایی می‌کند: «[دیگران] خاطر نشان می‌شود که اجتناب از اصطلاحات استاندارد فلسفی برای بحث در مورد چنین مسائلی اغلب برای من مشکلاتی ایجاد می‌کند؛ فلاسفه زمان دشواری را برای درک چیزی که من می‌گویم و آنچه را که من انکار می‌کنم صرف می‌کنند.
البته امتناع از بازی کردن با همکارانم، عمدی است؛ زیرا در فرهنگ اصطلاحات فلسفی من استاندارد بدتر از بی‌فایده بودن است - مانع بزرگی برای پیشرفت است، زیرا از خطاهای بسیاری تشکیل شده‌است.»

### بحث فرگشتی
بسیاری از کارهای دنت از دهه ۱۹۹۰ با توجه به مباحثی از نظریات گذشته‌اش با موضوعات مشابه از لحاظ فرگشتی، از آنچه که ذهن انسان را از ذهن حیوانات (انواع ذهن) متمایز می‌کند، و اینکه چگونگی درک آزادی با دیدگاه طبیعی از جهان امکان‌پذیر است، مورد توجه قرار گرفته شده‌است (Freedom Evolves).
دنت فرگشت طبیعی را به عنوان یک فرایند الگوریتمی، می‌بیند (هرچند که الگوریتم‌ها را ساده‌تر می‌کند، چون تقسیم طولانی اغلب میزان قابل توجهی از تصادف را در بر می‌گیرد). این ایده در تضاد با فلسفه فرگشت استیون جی گولد، که ترجیح داده‌است تا «تکثرگرایی» فرگشت را تأیید کند، می‌باشد. (یعنی وابستگی آن به بسیاری از عوامل مهم، که تنها انتخاب طبیعی آن است، ترجیح داد)

### فلسفه زیست‌شناسی
در قسمت ششم از مجموعه نوارهای بی‌خدایی، دنت به شرح این مطلب می‌پردازد که چرا یکی از کتاب‌هایش را ایده خطرناک داروین نام نهاده و چرا بسیاری از معاصران داروین، نظریهٔ فرگشتی (فرگشت) او را خطرناک تشخیص دادند. دنت در آغاز این کتاب می‌نویسد: «اگر می‌خواستم به کسی که بهترین نظریه در بین همه نظریات را مطرح ساخته، جایزه‌ای بدهم؛ آن را پیش از نیوتون و انیشتین و هرکس دیگری به داروین می‌دادم.
نظریهٔ فرگشت از طریق انتخاب طبیعی، با یک حرکت، عرصه‌های حیات، معنی و مقصود را با عرصه‌های زمان و مکان، علت و معلول، سازوکار و قانون طبیعت یکپارچه می‌کند. امّا این، فقط یک نظریهٔ شگرف نیست؛ یک ایدهٔ خطرناک نیز هست.»
در مصاحبهٔ سال ۲۰۰۵ با اشپیگل، دنت یادآور می‌شود که فرگشت برخلاف یکی از قدیمی‌ترین و حتی به ظاهر بدیهی‌ترین ایده‌های انسان‌ها است: «این ایده که برای ایجاد یک چیز ساده، یک چیز باهوش عظیم لازم است. من این نظریهٔ رو به زوال را نظریهٔ آفرینش می‌نامم. شما هرگز نمی‌بینید که یک نیزه، نیزه‌ساز را بسازد. هرگز نمی‌بینید که یک نعل اسب، نعل‌بند بسازد. هرگز نمی‌بینید که یک کوزه، کوزه‌گر بسازد.»
دنت فرگشت از راه انتخاب طبیعی را فرایندی الگوریتمی می‌داند. این نگرش، با دیدگاه دیرین‌شناس مشهور استیون جی گولد در تضاد است. گولد فرگشت را فرایندی مرکب می‌داند که به بسیاری از عوامل وابسته است و انتخاب طبیعی را تنها یکی از این عوامل می‌شناسد. نگرش دنت در مورد فرگشت، در راستای فرضیه او به نام موضع عمدی، بیشتر به عنوان دیدگاهی بسیار سازش‌گرایانه ارزیابی می‌شود.
او در کتاب ایده خطرناک داروین، با اختصاص بخشی از کتاب به نقد نظرات گولد، نشان داد که حتی بیش از داوکینز مایل به دفاع از سازش‌گرایی است. گولد و حامیانش با گفته‌های دنت بسیار مخالفت کردند و بیان نمودند که دنت نظرات گولد را به اشتباه معرفی کرده‌است. نظرات دنت اثر بسزایی بروی کارهای روان‌شناس فرگشتی جفری میلر داشته‌است.

### ذهن، فرگشت و منشأ تمایل به دین
دنت در زمرهٔ متفکرانی است که تمایل انسان به باورهای دینی و به ویژه دوگانه‌انگاری جسم و ذهن یا غایت‌انگاری در طبیعت را محصول فرعی فرگشت می‌دانند. دِنِت دربارهٔ ایستارهایی که انسان‌ها برای فهم و لذا پیش‌بینی رفتار باشنده‌ها پیش می‌گیرند، یک طبقه‌بندی سه‌گانه ارائه داده‌است: ایستار فیزیکی، ایستار طراحی و ایستار راجعی.
نگرش از طریق ایستار فیزیکی می‌تواند بسیار دشوار و کند باشد و بقای جاندار را به خطر بیندازد، در عوض به گفتهٔ دنت با توجه به ایستار طراحی: «تقریباً هرکسی می‌تواند با بررسی سطحی و بیرونی یک ساعت زنگ‌دار، پیش‌بینی کند که آن ساعت چه موقع زنگ می‌زند.
لازم نیست بداند یا نگران باشد که آیا آن ساعت کوکی است، با باتری کار می‌کند، خورشیدی است، چرخ دنده‌های برنجی دارد و یاتاقان‌های مرصع، یا اینکه از تراشه‌های سیلیکونی ساخته شده ـ فقط باید فرض کرد که آن ساعت چنان طراحی شده که سر وقت زنگ بزند.» گو اینکه جانداران طراحی شده نیستند، اما انتخاب طبیعی روایتی از ایستار طراحی را برایشان تضمین می‌کند.
اگر فرض کنیم که قلب برای پمپ کردن خون «طراحی شده» راه میانبُری برای درک کارکرد قلب می‌یابیم. در ایستار راجعی نه تنها فرض می‌کنیم که باشندهٔ مورد نظر برای هدفی طراحی شده، بلکه فرض می‌کنیم که آن باشنده یک کنش‌گر است که مقصودی از کنش خود دارد.

### باور به باور
دِنِت در کتاب شکستن طلسم میان باور به خدا و باور به باور تمایز نهاده‌است. باور به باور به معنای میل به باور کردن است، حتی اگر قبول داشته باشیم که خود باور کاذب است.

### ابزارهایی برای اندیشیدن
دِنِت در جدیدترین کتاب خود، «تپش‌های شهود و ابزارهای دیگر برای اندیشیدن»، به بیان آخرین دیدگاه‌های خود درباب ابزارهای کارآمد و منطقی برای تفکر انتقادی و چگونگیِ پاسخ گفتن به پرسش‌های بنیادین پیرامونِ ماهیّت زندگی می‌پردازد. گزیده‌ای از این کتاب به انتخاب روزنامهٔ گاردین، توسط محمّدمهدی مرادی ترجمه شده‌است.

## گزیده آثار
- طوفان‌های مغزی (۱۹۸۱)
- چشم ذهن (۱۹۸۱)
- جای آرنج (۱۹۸۴)
- آزادی عمل (۱۹۸۴)
- محتوا و آگاهی (۱۹۸۶)
- آگاهی توضیح داده شده (۱۹۹۲)
- ایده خطرناک داروین (۱۹۹۶)
- آزادی فرگشت می‌یابد (۲۰۰۳)
- خواب‌های شیرین (۲۰۰۵)
- شکستن طلسم: دین به مثابه پدیده‌ای طبیعی (۲۰۰۶)
- علوم اعصاب و فلسفه: مغز، ذهن و زبان (۲۰۰۷)
- علم و دین (۲۰۱۰)
- تپش‌های شهود و ابزارهای دیگر برای اندیشیدن (۲۰۱۳)